# ActiveX
ActiveX — фреймворк для определения программных компонентов, пригодных к использованию из программ, написанных на разных языках программирования. Программное обеспечение может собираться из одного или более таких компонентов, чтобы использовать их функциональность.
Впервые эта технология была внедрена в 1996 году компанией Microsoft как развитие технологий Component Object Model (COM) и Object Linking and Embedding (OLE) и теперь она широко используется в операционных системах семейства Microsoft Windows, хотя сама технология и не привязана к операционной системе.
Множество приложений для Microsoft Windows, включая приложения самой компании Microsoft, такие, как Internet Explorer, Microsoft Office, Microsoft Visual Studio, Windows Media Player, используют управляющие элементы ActiveX, чтобы реализовать набор функциональных возможностей и в дополнение инкапсулировать их собственную функциональность в управляющие элементы ActiveX, чтобы предоставить возможность встраивать данные элементы в другие приложения.
Microsoft отказалась от поддержки ActiveX в Metro интерфейсе Internet Explorer 10 в Windows 8. В 2015 году в Microsoft Edge, замене для Internet Explorer, поддержка ActiveX прекращена, отмечая конец технологии в веб-браузерах Microsoft.

## Управляющие элементы ActiveX
Управляющие элементы ActiveX — это как строительные блоки для программ, они могут быть использованы для создания распределённого приложения (клиент-серверное приложение, использующее технологию распределенных вычислений), работающего через браузер. Примеры включают в себя настраиваемые приложения по сбору данных, просмотру определённых типов файлов и отображения анимации.
Управляющие элементы ActiveX сравнимы с технологией Java-апплетов: программисты разрабатывают оба механизма, чтобы браузер мог не только скачать, но и обработать их. Однако Java-апплеты могут работать под любой платформой, тогда как управляющие элементы ActiveX официально обрабатываются только Microsoft Internet Explorer и операционной системой Microsoft Windows.
Вредоносное ПО, такое, как компьютерные вирусы и шпионящее ПО, можно случайно установить с веб-сайтов злоумышленников, используя технологию управляющих элементов ActiveX.
Программисты могут создавать управляющие элементы ActiveX с помощью любого языка программирования, поддерживающего разработку компонентов Component Object Model (COM), включая приложенный ниже список:
- C++
- Delphi
- Visual Basic
- .NET Framework (C#/VB.NET)

Распространённые примеры управляющих элементов ActiveX включают кнопки, списки, диалоговые окна и т. д.

## Применение
Технология ActiveX — средство, при помощи которого Internet Explorer (IE) использует другие приложения внутри себя. С помощью ActiveX IE загружает Windows Media Player, Quicktime и другие приложения, которые могут воспроизводить файлы, внедрённые в веб-страницы. Элементы управления ActiveX активизируются при щелчке по такому объекту на веб-странице, например, .WMV-файлу, чтобы загрузить его для отображения в окне браузера Internet Explorer.
Firefox и другие кроссплатформенные браузеры используют программный интерфейс подключаемых модулей Netscape (Netscape Plugin Application Programming Interface, NPAPI). NPAPI выполняет функции, подобные таковым из ActiveX.